# Llista de guardonats amb el Premi Nobel de Fisiologia o Medicina

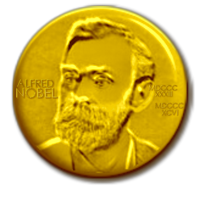
El Premi Nobel de Fisiologia o Medicina va ser establert en el testament de 1895 del químic suec Alfred Nobel.

El Premi Nobel de Fisiologia o Medicina (en suec Nobelpriset i fysiologi eller medicin) és lliurat anualment per l'Institut Karolinska de Suècia a «científics i metges que sobresurten per les seves contribucions en el camp de la fisiologia o la medicina». És un dels cinc premis Nobel establerts en el testament d'Alfred Nobel, el 1895, i que són atorgats a tots aquells individus que realitzen contribucions notables, a més de en medicina, en la química, la física, la literatura o la pau.
Segons el que diu el testament de Nobel, aquest reconeixement és administrat directament per la Fundació Nobel i concedit per un comitè format per cinc membres i un secretari executiu que són elegits per l'Institut Karolinska. Tot i ser conegut popularment com el «Premi Nobel de Medicina», Alfred Nobel va especificar clarament que seria lliurat per «fisiologia o medicina», de manera que els guardonats poden procedir d'un ampli rang de camps d'estudi.
El primer Premi Nobel de Fisiologia o Medicina va ser atorgat el 1901 a Emil Adolf von Behring, d'Alemanya. Cada destinatari rep una medalla, un diploma i un premi econòmic que ha variat al llarg dels anys. El 1901, von Behring va rebre 150.782 corones sueques, equivalents a 7.731.004 corones de desembre de 2008. En comparació, aquest mateix any el premi va ser atorgat a Harald zur Hausen, Françoise Barré-Sinoussi i Luc Montagnier, els quals van compartir la quantitat de 10.000.000 de corones sueques (una mica més d'1 milió d'euros). Addicionalment, el guardó és presentat a Estocolm en una celebració anual que es realitza cada 10 de desembre, en commemoració de l'aniversari luctuós de Nobel.
Al llarg dels anys, els guardonats han procedit de diversos camps relacionats amb la fisiologia i la medicina. Fins al 2009, en vuit ocasions va ser atorgat per investigacions en el camp de la transducció de senyal per proteïnes G i segons missatgers, tretze per treballs en l'àmbit de la neurobiologia i el mateix nombre per contribucions en l'estudi del metabolisme. Gerhard Domagk (1939), de nacionalitat alemanya, no va poder rebre el premi a causa de la prohibició del govern de l'Alemanya nazi. Més tard va rebre una medalla i un diploma, però no els diners. Deu dones han guanyat el premi: Gerty Cori (1947), Rosalyn Yalow (1977), Barbara McClintock (1983), Rita Levi-Montalcini (1986), Gertrude B. Elion (1988), Christiane Nüsslein-Volhard (1995), Linda B. Buck (2004), Françoise Barré-Sinoussi (2008), Elizabeth Blackburn (2009) i Carol W. Greider (2009). Fins a l'any 2010, el premi ha estat atorgat a 196 persones. Hi ha hagut nou anys (1915-1918, 1921, 1925, 1940-1942) en què no es va lliurar, en algunes ocasions per declarar desert i en altres per la situació de Guerra Mundial i l'exili obligat de diversos membres del comitè.

## Guardonats per país
| Any  | Guardonats                                                    | Guardonats                                                    | País                                                                                   | Motivació |
| ---- | ------------------------------------------------------------- | ------------------------------------------------------------- | -------------------------------------------------------------------------------------- | --- |
| 1901 | Emil Adolf von Behring                                        | Emil Adolf von Behring                                        | Imperi Alemany                                                                         | Per la seva feina en la teràpia del sèrum, especialment en la seva aplicació contra la diftèria, mitjançant el qual s'ha obert un nou camí en el domini de la ciència i així ha posat en les mans del metge una victoriosa arma contra les malalties i les morts |
| 1902 | Ronald Ross                                                   | Ronald Ross                                                   | Regne Unit                                                                             | Pel seu treball en la malària, mitjançant el qual ha mostrat com entra en l'organisme i, per tant, ha establert els fonaments d'una reeixida investigació sobre aquesta malaltia i els mètodes per combatre-la                                                   |
| 1903 | Niels Ryberg Finsen                                           | Niels Ryberg Finsen                                           | Dinamarca                                                                              | Per la seva contribució al tractament de malalties, especialment lupus vulgaris, amb radiació lumínica concentrada, mitjançant el qual ha obert una nova avinguda per a la ciència mèdica                                                                        |
| 1904 | Ivan Petróvitx Pàvlov                                         | Ivan Petróvitx Pàvlov                                         | Imperi Rus                                                                             | En reconeixement del seu treball en la fisiologia de la digestió, a través del qual el coneixement sobre aspectes vitals del seu funcionament han estat transformats i ampliats                                                                                  |
| 1905 | Robert Koch                                                   | Robert Koch                                                   | Imperi Alemany                                                                         | Per les seves investigacions i descobriments sobre la tuberculosi |
| 1906 | Camillo Golgi                                                 | Camillo Golgi                                                 | Regne d'Itàlia                                                                         | En reconeixement del seu treball en l'estructura del sistema nerviós |
| 1906 |                                                               | Santiago Ramón y Cajal                                        | Espanya                                                                                | En reconeixement del seu treball en l'estructura del sistema nerviós |
| 1907 | Charles Louis Alphonse Laveran                                | Charles Louis Alphonse Laveran                                | França                                                                                 | En reconeixement del seu treball en el paper jugat pels protozous en les malalties |
| 1908 | Ilià Ilitx Métxnikov                                          | Ilià Ilitx Métxnikov                                          | Imperi Rus                                                                             | En reconeixement del seu treball en el sistema immunitari |
| 1908 |                                                               | Paul Ehrlich                                                  | Imperi Alemany                                                                         | En reconeixement del seu treball en el sistema immunitari |
| 1909 | Emil Theodor Kocher                                           | Emil Theodor Kocher                                           | Suïssa                                                                                 | Pel seu treball en la fisiologia, patologia i cirurgia de la glàndula tiroide |
| 1910 | Albrecht Kossel                                               | Albrecht Kossel                                               | Imperi Alemany                                                                         | En reconeixement de les seves contribucions al nostre coneixement de la química cel·lular, realitzat mitjançant el seu treball en proteïnes, incloent les substàncies nuclèiques                                                                                 |
| 1911 | Allvar Gullstrand                                             | Allvar Gullstrand                                             | Suècia                                                                                 | Pel seu treball en la diòptrica del ull |
| 1912 | Alexis Carrel                                                 | Alexis Carrel                                                 | França                                                                                 | Pel seu treball en les sutures vasculars i el trasplantament de vasos sanguinis i òrgans |
| 1913 | Charles Richet                                                | Charles Richet                                                | França                                                                                 | Per la seva feina en l'anafilaxi |
| 1914 | Robert Bárány                                                 | Robert Bárány                                                 | Imperi Austrohongarès                                                                  | Per la seva feina en la fisiologia i patologia del sistema vestibular |
| 1915 | No concedit                                                   | No concedit                                                   | No concedit                                                                            | No concedit |
| 1916 | No concedit                                                   | No concedit                                                   | No concedit                                                                            | No concedit |
| 1917 | No concedit                                                   | No concedit                                                   | No concedit                                                                            | No concedit |
| 1918 | No concedit                                                   | No concedit                                                   | No concedit                                                                            | No concedit |
| 1919 | Jules Bordet                                                  | Jules Bordet                                                  | Bèlgica                                                                                | Pels seus descobriments sobre la immunitat |
| 1920 | Schack August Steenberg Krogh                                 | Schack August Steenberg Krogh                                 | Dinamarca                                                                              | Pel seu descobriment del mecanisme de regulació del motor capil·lar |
| 1921 | No concedit                                                   | No concedit                                                   | No concedit                                                                            | No concedit |
| 1922 | Archibald Vivian Hill                                         | Archibald Vivian Hill                                         | Regne Unit                                                                             | Pel seu descobriment sobre la producció de calor en el múscul |
| 1922 |                                                               | Otto Fritz Meyerhof                                           | Alemanya                                                                               | Pel seu descobriment de la relació fixa entre el consum de oxigen i el metabolisme de l'àcid làctic en el múscul |
| 1923 | Frederick Grant Banting                                       | Frederick Grant Banting                                       | Canadà                                                                                 | Pel descobriment de la insulina |
| 1923 | J.J.R. Macleod                                                | John James Richard Macleod                                    | Canadà                                                                                 | Pel descobriment de la insulina |
| 1924 | Willem Einthoven                                              | Willem Einthoven                                              | Països Baixos                                                                          | Pel descobriment del mecanisme d'electrocardiograma |
| 1925 | No concedit                                                   | No concedit                                                   | No concedit                                                                            | No concedit |
| 1926 | Johannes Andreas Grib Fibiger                                 | Johannes Andreas Grib Fibiger                                 | Dinamarca                                                                              | Per les seves investigacions sobre la hipòtesi inflamatòria en l'etiopatogènia del càncer per Spiroptera carcinoma |
| 1927 | Julius Wagner-Jauregg                                         | Julius Wagner-Jauregg                                         | Àustria                                                                                | Pel seu descobriment sobre el valor terapèutic de la inoculació de la malària en el tractament de la demència paral·lítica |
| 1928 | Charles Jules Henri Nicolle                                   | Charles Jules Henri Nicolle                                   | França                                                                                 | Pel seu treball amb el tifus |
| 1929 | Christiaan Eijkman                                            | Christiaan Eijkman                                            | Països Baixos                                                                          | Pel seu descobriment en el camp de les vitamines antineurítiques |
| 1929 |                                                               | Frederick Gowland Hopkins                                     | Regne Unit                                                                             | Pels seus descobriment en el camp de les vitamines d'estimulació del creixement |
| 1930 |                                                               | Karl Landsteiner                                              | Àustria                                                                                | Pel seu descobriment dels grups sanguinis humans |
| 1931 | Otto Heinrich Warburg                                         | Otto Heinrich Warburg                                         | Alemanya                                                                               | Per les seves investigacions sobre el citocrom en la respiració cel·lular |
| 1932 | Charles Scott Sherrington                                     | Charles Scott Sherrington                                     | Regne Unit                                                                             | Pels seus descobriments relacionats amb les funcions de les neurones |
| 1932 | Edgar Douglas Adrian                                          |                                                               | Regne Unit                                                                             | Pels seus descobriments relacionats amb les funcions de les neurones |
| 1933 | Thomas Hunt Morgan                                            | Thomas Hunt Morgan                                            | Estats Units                                                                           | Pels seus descobriments sobre el paper jugat pel cromosoma en la herència genètica |
| 1934 |                                                               | George Hoyt Whipple                                           | Estats Units                                                                           | Pels seus descobriments relacionats amb el tractament del fetge en casos d'anèmia |
| 1934 | George Richards Minot                                         |                                                               | Estats Units                                                                           | Pels seus descobriments relacionats amb el tractament del fetge en casos d'anèmia |
| 1934 | William Parry Murphy                                          |                                                               | Estats Units                                                                           | Pels seus descobriments relacionats amb el tractament del fetge en casos d'anèmia |
| 1935 |                                                               | Hans Spemann                                                  | Alemanya                                                                               | Pel descobriment de l'efecte conegut com inducció embriològica |
| 1936 |                                                               | Henry Hallett Dale                                            | Regne Unit                                                                             | Pels seus estudis sobre l'excitació i transmissió química dels impulsos nerviosos |
| 1936 |                                                               | Otto Loewi                                                    | Àustria                                                                                | Pels seus estudis sobre l'excitació i transmissió química dels impulsos nerviosos |
| 1937 | Albert Szent-Györgyi von Nagyrapolt                           | Albert Szent-Györgyi von Nagyrapolt                           | Regne d'Hongria                                                                        | Pel seu descobriment relacionat amb els processos de combustió biològica, amb especial referència a la vitamina C i a la catàlisi dels àcids fumàrics |
| 1938 |                                                               | Corneille Jean François Heymans                               | Bèlgica                                                                                | Pel seu descobriment del paper jugat pel si carotidi i els mecanismes aòrtics en la regulació de la respiració |
| 1939 |                                                               | Gerhard Domagk                                                | Alemanya nazi                                                                          | Pel descobriment de la sulfonamida prontosil, primera droga efectiva contra les infeccions bacterines |
| 1940 | No concedit degut a l'ocupació de Noruega per l'Alemanya Nazi | No concedit degut a l'ocupació de Noruega per l'Alemanya Nazi | No concedit degut a l'ocupació de Noruega per l'Alemanya Nazi                          | No concedit degut a l'ocupació de Noruega per l'Alemanya Nazi |
| 1941 | No concedit degut a l'ocupació de Noruega per l'Alemanya Nazi | No concedit degut a l'ocupació de Noruega per l'Alemanya Nazi | No concedit degut a l'ocupació de Noruega per l'Alemanya Nazi                          | No concedit degut a l'ocupació de Noruega per l'Alemanya Nazi |
| 1942 | No concedit degut a l'ocupació de Noruega per l'Alemanya Nazi | No concedit degut a l'ocupació de Noruega per l'Alemanya Nazi | No concedit degut a l'ocupació de Noruega per l'Alemanya Nazi                          | No concedit degut a l'ocupació de Noruega per l'Alemanya Nazi |
| 1943 |                                                               | Carl Peter Henrik Dam                                         | Dinamarca                                                                              | Pel seu descobriment de la vitamina K |
| 1943 |                                                               | Edward Adelbert Doisy                                         | Estats Units                                                                           | Pel seu descobriment de la naturalesa química de la vitamina K |
| 1944 |                                                               | Joseph Erlanger                                               | Estats Units                                                                           | Pels seus descobriments sobre les funcions altament diferenciades de les fibres nervioses |
| 1944 | Herbert Spencer Gasser                                        |                                                               | Estats Units                                                                           | Pels seus descobriments sobre les funcions altament diferenciades de les fibres nervioses |
| 1945 |                                                               | Alexander Fleming                                             | Regne Unit                                                                             | Pel descobriment de la penicil·lina i el seu efecte curatiu en diverses malalties infeccioses |
| 1945 | Ernst Boris Chain                                             |                                                               | Regne Unit                                                                             | Pel descobriment de la penicil·lina i el seu efecte curatiu en diverses malalties infeccioses |
| 1945 | Howard Walter Florey                                          | Howard Walter Florey                                          | Austràlia                                                                              | Pel descobriment de la penicil·lina i el seu efecte curatiu en diverses malalties infeccioses |
| 1946 |                                                               | Hermann Joseph Muller                                         | Estats Units                                                                           | Pels seus estudis sobre l'acció dels raigs X que produeixen mutacions i de l'acció de les radiacions en cèl·lules |
| 1947 | Carl Ferdinand Cori                                           | Carl Ferdinand Cori                                           | Estats Units                                                                           | Pel seu descobriment del mecanisme de la conversió catalítica del glucogen |
| 1947 | Gerty Theresa Cori                                            | Gerty Theresa Cori                                            | Estats Units                                                                           | Pel seu descobriment del mecanisme de la conversió catalítica del glucogen |
| 1947 | Bernado Houssay                                               | Bernardo Alberto Houssay                                      | Argentina                                                                              | Pel seu treball de la influència del lòbul anterior de la hipòfisi en la distribució de la glucosa en el cos, d'importància per al desenvolupament de la diabetis                                                                                                |
| 1948 |                                                               | Paul Hermann Müller                                           | Suïssa                                                                                 | Pel seu descobriment de l'alta eficàcia del DDT com a verí de contacte en tractament de artròpodes |
| 1949 |                                                               | Walter Rudolf Hess                                            | Suïssa                                                                                 | Pel seu descobriment de l'organització funcional del mesencèfal com a coordinador de les activitats dels òrgans interns |
| 1949 | António Caetano Egas Moniz                                    | António Caetano Egas Moniz                                    | Portugal                                                                               | Pel seu descobriment del valor terapèutic de la lobotomia en determinades psicosis |
| 1950 |                                                               | Philip Showalter Hench                                        | Estats Units                                                                           | Pels seus estudis de les hormones de la escorça suprarenal, i la seva estructura i efectes biològics |
| 1950 | Edward Calvin Kendall                                         |                                                               | Estats Units                                                                           | Pels seus estudis de les hormones de la escorça suprarenal, i la seva estructura i efectes biològics |
| 1950 | Tadeusz Reichstein                                            | Tadeusz Reichstein                                            | Polònia · Suïssa                                                                       | Pels seus estudis de les hormones de la escorça suprarenal, i la seva estructura i efectes biològics |
| 1951 |                                                               | Max Theiler                                                   | Sud-àfrica                                                                             | Pels seus descobriments sobre la febre groga i com combatre-la |
| 1952 | Selman Abraham Waksman                                        | Selman Abraham Waksman                                        | Estats Units                                                                           | Pel seu descobriment de l'estreptomicina, el primer antibiòtic efectiu contra la tuberculosi |
| 1953 |                                                               | Hans Adolf Krebs                                              | Regne Unit                                                                             | Pel seu descobriment del cicle de l'àcid cítric |
| 1953 | Fritz Albert Lipmann                                          | Fritz Albert Lipmann                                          | Estats Units                                                                           | Pel descobriment del coenzim A i la seva importància en el metabolisme intermedi |
| 1954 | John Franklin Enders                                          | John Franklin Enders                                          | Estats Units                                                                           | Pels seus estudis de l'habilitat del virus de la poliomielitis per viure en cultius de diversos tipus de teixits |
| 1954 | Frederick Chapman Robbins                                     |                                                               | Estats Units                                                                           | Pels seus estudis de l'habilitat del virus de la poliomielitis per viure en cultius de diversos tipus de teixits |
| 1954 | Thomas Huckle Weller                                          | Thomas Huckle Weller                                          | Estats Units                                                                           | Pels seus estudis de l'habilitat del virus de la poliomielitis per viure en cultius de diversos tipus de teixits |
| 1955 |                                                               | Axel Hugo Theodor Theorell                                    | Suècia                                                                                 | Pels seus descobriments sobre la naturalesa i manera d'actuació dels enzims oxidants |
| 1956 |                                                               | André Frédéric Cournand                                       | França                                                                                 | Pel desenvolupament del cateterisme cardíac i la caracterització d'un nombre de cardiopaties |
| 1956 | Werner Forssmann                                              | Werner Forssmann                                              | RFA                                                                                    | Pel desenvolupament del cateterisme cardíac i la caracterització d'un nombre de cardiopaties |
| 1956 | Dickinson Woodruff Richards                                   | Dickinson W. Richards                                         | Estats Units                                                                           | Pel desenvolupament del cateterisme cardíac i la caracterització d'un nombre de cardiopaties |
| 1957 |                                                               | Daniel Bovet                                                  | Itàlia                                                                                 | Pels seus descobriments sobre alguns compostos sintètics que inhibeixen l'acció d'algunes substàncies corporals i especialment per la seva acció en els sistemes vasculars i músculs esquelètics                                                                 |
| 1958 | George Wells Beadle                                           | George Wells Beadle                                           | Estats Units                                                                           | Pels seus treballs sobre els processos químics controlats per gens |
| 1958 | Edward Lawrie Tatum                                           |                                                               | Estats Units                                                                           | Pels seus treballs sobre els processos químics controlats per gens |
| 1958 |                                                               | Joshua Lederberg                                              | Estats Units                                                                           | Pels seus descobriments sobre la recombinació genètica i l'organització del material genètic de les bacteries |
| 1959 | Arthur Kornberg                                               | Arthur Kornberg                                               | Estats Units                                                                           | Pel seu descobriment dels mecanismes de la síntesi biològica dels àcids ribonucleic i desoxiribonucleic |
| 1959 |                                                               | Severo Ochoa                                                  | Espanya · Estats Units                                                                 | Pel seu descobriment dels mecanismes de la síntesi biològica dels àcids ribonucleic i desoxiribonucleic |
| 1960 | Frank Macfarlane Burnet                                       | Frank Macfarlane Burnet                                       | Austràlia                                                                              | Pels seus descobriments sobre la tolerància immunològica adquirida |
| 1960 | Peter Brian Medawar                                           | Peter Brian Medawar                                           | Regne Unit                                                                             | Pels seus descobriments sobre la tolerància immunològica adquirida |
| 1961 |                                                               | Georg von Békésy                                              | Estats Units                                                                           | Pels seus descobriments del mecanisme físic de l'estimulació en el còlera |
| 1962 |                                                               | Francis Harry Compton Crick                                   | Regne Unit                                                                             | Pels seus descobriments sobre l'estructura molecular dels àcids nucleics i la seva importància per a la transferència d'informació en la matèria viva |
| 1962 | James Dewey Watson                                            | James Dewey Watson                                            | Estats Units                                                                           | Pels seus descobriments sobre l'estructura molecular dels àcids nucleics i la seva importància per a la transferència d'informació en la matèria viva |
| 1962 | Maurice Hugh Frederick Wilkins                                | Maurice Hugh Frederick Wilkins                                | Nova Zelanda · Regne Unit                                                              | Pels seus descobriments sobre l'estructura molecular dels àcids nucleics i la seva importància per a la transferència d'informació en la matèria viva |
| 1963 |                                                               | John Carew Eccles                                             | Austràlia                                                                              | Pels seus descobriments sobre els mecanismes iònics de l'excitació i inhibició de la membrana de les cèl·lules de les parts perifèriques i centrals del nervi |
| 1963 |                                                               | Alan Lloyd Hodgkin                                            | Regne Unit                                                                             | Pels seus descobriments sobre els mecanismes iònics de l'excitació i inhibició de la membrana de les cèl·lules de les parts perifèriques i centrals del nervi |
| 1963 |                                                               | Andrew Fielding Huxley                                        | Regne Unit                                                                             | Pels seus descobriments sobre els mecanismes iònics de l'excitació i inhibició de la membrana de les cèl·lules de les parts perifèriques i centrals del nervi |
| 1964 | Konrad Bloch                                                  | Konrad Bloch                                                  | Estats Units                                                                           | Pels seus descobriments sobre el mecanisme i regulació del metabolisme del colesterol i els àcids grassos |
| 1964 |                                                               | Feodor Lynen                                                  | RFA                                                                                    | Pels seus descobriments sobre el mecanisme i regulació del metabolisme del colesterol i els àcids grassos |
| 1965 |                                                               | François Jacob                                                | França                                                                                 | Pels seus descobriments sobre el control genètic de la síntesi d'enzims i la síntesi de virus |
| 1965 | André Lwoff                                                   |                                                               | França                                                                                 | Pels seus descobriments sobre el control genètic de la síntesi d'enzims i la síntesi de virus |
| 1965 | Jacques Monod                                                 |                                                               | França                                                                                 | Pels seus descobriments sobre el control genètic de la síntesi d'enzims i la síntesi de virus |
| 1966 | Francis Peyton Rous                                           | Peyton Rous                                                   | Estats Units                                                                           | Pel seu descobriment dels virus inductors de tumors |
| 1966 | Charles Brenton Huggins                                       | Charles Brenton Huggins                                       | Estats Units                                                                           | Pels seus descobriment sobre el tractament hormonal del càncer de pròstata |
| 1967 |                                                               | Ragnar Granit                                                 | Finlàndia · Suècia                                                                     | Pels seus descobriments sobre els processos fisiològics visuals primaris a l'ull |
| 1967 |                                                               | Haldan Keffer Hartline                                        | Estats Units                                                                           | Pels seus descobriments sobre els processos fisiològics visuals primaris a l'ull |
| 1967 | George Wald                                                   |                                                               | Estats Units                                                                           | Pels seus descobriments sobre els processos fisiològics visuals primaris a l'ull |
| 1968 | Robert W. Holley                                              | Robert W. Holley                                              | Estats Units                                                                           | Per la seva interpretació del codi genètic i la seva funció en la síntesi de proteïnes |
| 1968 |                                                               | Har Gobind Khorana                                            | Índia                                                                                  | Per la seva interpretació del codi genètic i la seva funció en la síntesi de proteïnes |
| 1968 |                                                               | Marshall W. Nirenberg                                         | Estats Units                                                                           | Per la seva interpretació del codi genètic i la seva funció en la síntesi de proteïnes |
| 1969 | Max Delbrück                                                  | Max Delbrück                                                  | Estats Units                                                                           | Pels seus descobriments sobre el mecanisme de replicació i l'estructura genètica dels virus |
| 1969 | Alfred D. Hershey                                             |                                                               | Estats Units                                                                           | Pels seus descobriments sobre el mecanisme de replicació i l'estructura genètica dels virus |
| 1969 |                                                               | Salvador E. Luria                                             | Itàlia                                                                                 | Pels seus descobriments sobre el mecanisme de replicació i l'estructura genètica dels virus |
| 1970 | Julius Axelrod                                                | Julius Axelrod                                                | Estats Units                                                                           | Pels seus descobriments sobre els neurotransmissors i el mecanisme del seu emmagatzematge, alliberament i inactivació |
| 1970 |                                                               | Ulf von Euler                                                 | Suècia                                                                                 | Pels seus descobriments sobre els neurotransmissors i el mecanisme del seu emmagatzematge, alliberament i inactivació |
| 1970 | Bernard Katz                                                  | Bernard Katz                                                  | Regne Unit                                                                             | Pels seus descobriments sobre els neurotransmissors i el mecanisme del seu emmagatzematge, alliberament i inactivació |
| 1971 |                                                               | Earl Wilbur Sutherland Jr.                                    | Estats Units                                                                           | Pels seus descobriments sobre els mecanismes d'acció de les hormones |
| 1972 |                                                               | Gerald M. Edelman                                             | Estats Units                                                                           | Pels seus descobriments sobre l'estructura química dels anticossos |
| 1972 |                                                               | Rodney R. Porter                                              | Regne Unit                                                                             | Pels seus descobriments sobre l'estructura química dels anticossos |
| 1973 | Karl von Frisch                                               | Karl von Frisch                                               | RFA                                                                                    | Pels seus descobriments sobre l'organització i expressió de models de comportament individual i social en l'etologia |
| 1973 |                                                               | Konrad Lorenz                                                 | Àustria                                                                                | Pels seus descobriments sobre l'organització i expressió de models de comportament individual i social en l'etologia |
| 1973 |                                                               | Nikolaas Tinbergen                                            | Regne Unit                                                                             | Pels seus descobriments sobre l'organització i expressió de models de comportament individual i social en l'etologia |
| 1974 |                                                               | Albert Claude                                                 | Bèlgica                                                                                | Pels seus descobriments sobre l'organització estructural i funcional de la cèl·lula |
| 1974 |                                                               | Christian de Duve                                             | Bèlgica                                                                                | Pels seus descobriments sobre l'organització estructural i funcional de la cèl·lula |
| 1974 |                                                               | George E. Palade                                              | Estats Units                                                                           | Pels seus descobriments sobre l'organització estructural i funcional de la cèl·lula |
| 1975 |                                                               | David Baltimore                                               | Estats Units                                                                           | Pels seus descobriments sobre la interacció entre els virus tumorigènics i el material genètic de la cèl·lula |
| 1975 | Renato Dulbecco                                               |                                                               | Estats Units                                                                           | Pels seus descobriments sobre la interacció entre els virus tumorigènics i el material genètic de la cèl·lula |
| 1975 | Howard Martin Temin                                           |                                                               | Estats Units                                                                           | Pels seus descobriments sobre la interacció entre els virus tumorigènics i el material genètic de la cèl·lula |
| 1976 |                                                               | Baruch S. Blumberg                                            | Estats Units                                                                           | Pels seus descobriments sobre nous mecanismes de l'origen i disseminació de malalties infeccioses |
| 1976 | Danel Carlton Gajdusek                                        |                                                               | Estats Units                                                                           | Pels seus descobriments sobre nous mecanismes de l'origen i disseminació de malalties infeccioses |
| 1977 |                                                               | Roger Guillemin                                               | Estats Units                                                                           | Pels seus descobriments sobre la producció de l'hormona peptídica del cervell |
| 1977 | Andrew Schally                                                | Andrew Schally                                                | Estats Units                                                                           | Pels seus descobriments sobre la producció de l'hormona peptídica del cervell |
| 1977 | Rosalyn Yalow                                                 | Rosalyn Yalow                                                 | Estats Units                                                                           | Pel desenvolupament de radioimmunoassaigs d'hormones peptídiques |
| 1978 | Werner Arber                                                  | Werner Arber                                                  | Suïssa                                                                                 | Pel descobriment dels enzims de restricció i la seva aplicació a problemes de genètica molecular |
| 1978 |                                                               | Daniel Nathans                                                | Estats Units                                                                           | Pel descobriment dels enzims de restricció i la seva aplicació a problemes de genètica molecular |
| 1978 | Hamilton O. Smith                                             | Hamilton O. Smith                                             | Estats Units                                                                           | Pel descobriment dels enzims de restricció i la seva aplicació a problemes de genètica molecular |
| 1979 |                                                               | Allan M. Cormack                                              | Estats Units                                                                           | Pel desenvolupament de la tomografia axial computada |
| 1979 |                                                               | Godfrey N. Hounsfield                                         | Regne Unit                                                                             | Pel desenvolupament de la tomografia axial computada |
| 1980 |                                                               | Baruj Benacerraf                                              | Veneçuela · Estats Units                                                               | Pels seus descobriments sobre les estructures de la superfície cel·lular determinades genèticament que regulen les reaccions immunològiques |
| 1980 |                                                               | Jean Dausset                                                  | França                                                                                 | Pels seus descobriments sobre les estructures de la superfície cel·lular determinades genèticament que regulen les reaccions immunològiques |
| 1980 |                                                               | George D. Snell                                               | Estats Units                                                                           | Pels seus descobriments sobre les estructures de la superfície cel·lular determinades genèticament que regulen les reaccions immunològiques |
| 1981 |                                                               | Roger W. Sperry                                               | Estats Units                                                                           | Pels seus descobriments sobre l'especialització funcional dels hemisferis cerebrals |
| 1981 |                                                               | David H. Hubel                                                | Estats Units                                                                           | Pels seus descobriments sobre el processament de la informació en el sistema visual |
| 1981 |                                                               | Torsten N. Wiesel                                             | Suècia                                                                                 | Pels seus descobriments sobre el processament de la informació en el sistema visual |
| 1982 | Sune K. Bergström                                             | Sune K. Bergström                                             | Suècia                                                                                 | Pels seus descobriments sobre les prostaglandines i substàncies actives biològiques relacionades actives |
| 1982 | Bengt I. Samuelsson                                           |                                                               | Suècia                                                                                 | Pels seus descobriments sobre les prostaglandines i substàncies actives biològiques relacionades actives |
| 1982 |                                                               | John R. Vane                                                  | Regne Unit                                                                             | Pels seus descobriments sobre les prostaglandines i substàncies actives biològiques relacionades actives |
| 1983 | Barbara McClintock                                            | Barbara McClintock                                            | Estats Units                                                                           | Pel seu descobriment dels elements genètics mòbils |
| 1984 |                                                               | Niels K. Jerne                                                | Dinamarca                                                                              | Per les teories sobre l'especificitat en el desenvolupament i control del sistema immunitari i el descobriment del principi de producció d'anticossos monoclonals                                                                                                |
| 1984 |                                                               | Georges J.F. Köhler                                           | RFA                                                                                    | Per les teories sobre l'especificitat en el desenvolupament i control del sistema immunitari i el descobriment del principi de producció d'anticossos monoclonals                                                                                                |
| 1984 | César Milstein                                                | César Milstein                                                | Argentina · Regne Unit                                                                 | Per les teories sobre l'especificitat en el desenvolupament i control del sistema immunitari i el descobriment del principi de producció d'anticossos monoclonals                                                                                                |
| 1985 | Michael S. Brown                                              | Michael S. Brown                                              | Estats Units                                                                           | Pels seus descobriments sobre la regulació del metabolisme del colesterol |
| 1985 | Joseph L. Goldstein                                           | Joseph L. Goldstein                                           | Estats Units                                                                           | Pels seus descobriments sobre la regulació del metabolisme del colesterol |
| 1986 | Stanley Cohen                                                 | Stanley Cohen                                                 | Estats Units                                                                           | Pels seus descobriments dels factors de creixement |
| 1986 | Rita Levi-Montalcini                                          | Rita Levi-Montalcini                                          | Itàlia · Estats Units                                                                  | Pels seus descobriments dels factors de creixement |
| 1987 | Susumu Tonegawa                                               | Susumu Tonegawa                                               | Japó                                                                                   | Pel seu descobriment del fonament genètic de la formació d'una àmplia varietat d'anticossos |
| 1988 |                                                               | James W. Black                                                | Regne Unit                                                                             | Pels seus descobriments d'importants principis en el tractament amb fàrmacs |
| 1988 | Gertrude B. Elion                                             | Gertrude B. Elion                                             | Estats Units                                                                           | Pels seus descobriments d'importants principis en el tractament amb fàrmacs |
| 1988 | George H. Hitchings                                           | George H. Hitchings                                           | Estats Units                                                                           | Pels seus descobriments d'importants principis en el tractament amb fàrmacs |
| 1989 | J. Michael Bishop                                             | J. Michael Bishop                                             | Estats Units                                                                           | Pels seus descobriments de l'origen cel·lular dels oncogens retrovirals |
| 1989 | Harold E. Varmus                                              | Harold E. Varmus                                              | Estats Units                                                                           | Pels seus descobriments de l'origen cel·lular dels oncogens retrovirals |
| 1990 |                                                               | Joseph Edward Murray                                          | Estats Units                                                                           | Pels seus descobriments sobre el trasplantament cel·lular i d'òrgans en el tractament de malalties humanes |
| 1990 | E. Donnall Thomas                                             |                                                               | Estats Units                                                                           | Pels seus descobriments sobre el trasplantament cel·lular i d'òrgans en el tractament de malalties humanes |
| 1991 | Erwin Neher                                                   | Erwin Neher                                                   | Alemanya                                                                               | Pels descobriments sobre la funció dels canals iònics en les cèl·lules |
| 1991 | Bert Sakmann                                                  | Bert Sakmann                                                  | Alemanya                                                                               | Pels descobriments sobre la funció dels canals iònics en les cèl·lules |
| 1992 |                                                               | Edmond H. Fischer                                             | Suïssa · Estats Units                                                                  | Pels seus descobriments sobre la fosforilació reversible de les proteïnes com a mecanisme de regulació biològica |
| 1992 |                                                               | Edwin G. Krebs                                                | Estats Units                                                                           | Pels seus descobriments sobre la fosforilació reversible de les proteïnes com a mecanisme de regulació biològica |
| 1993 | Richard J. Roberts                                            | Richard J. Roberts                                            | Regne Unit                                                                             | Pels seus descobriments sobre els gens interromputs |
| 1993 |                                                               | Phillip A. Sharp                                              | Estats Units                                                                           | Pels seus descobriments sobre els gens interromputs |
| 1994 |                                                               | Alfred G. Gilman                                              | Estats Units                                                                           | Pel seu descobriment de les proteïnes G i la seva funció en la transducció de senyal en les cèl·lules |
| 1994 | Martin Rodbell                                                | Martin Rodbell                                                | Estats Units                                                                           | Pel seu descobriment de les proteïnes G i la seva funció en la transducció de senyal en les cèl·lules |
| 1995 | Edward Bok Lewis                                              | Edward B. Lewis                                               | Estats Units                                                                           | Pels seus descobriments sobre el control genètic de les primeres etapes del desenvolupament embrionari |
| 1995 | Christiane Nüsslein-Volhard                                   | Christiane Nüsslein-Volhard                                   | Alemanya                                                                               | Pels seus descobriments sobre el control genètic de les primeres etapes del desenvolupament embrionari |
| 1995 | Eric F. Wieschaus                                             | Eric F. Wieschaus                                             | Estats Units                                                                           | Pels seus descobriments sobre el control genètic de les primeres etapes del desenvolupament embrionari |
| 1996 |                                                               | Peter C. Doherty                                              | Austràlia                                                                              | Pels seus descobriments sobre la resposta immunitària de les cèl·lules en front a l'atac d'organismes infecciosos |
| 1996 |                                                               | Rolf M. Zinkernagel                                           | Suïssa                                                                                 | Pels seus descobriments sobre la resposta immunitària de les cèl·lules en front a l'atac d'organismes infecciosos |
| 1997 |                                                               | Stanley B. Prusiner                                           | Estats Units                                                                           | Pel descobriment del prió com a partícula infecciosa proteica |
| 1998 | Robert F. Furchgott                                           | Robert F. Furchgott                                           | Estats Units                                                                           | Pels seus treballs sobre el paper de l'òxid nítric al sistema cardiovascular |
| 1998 | Louis J. Ignarro                                              | Louis J. Ignarro                                              | Estats Units                                                                           | Pels seus treballs sobre el paper de l'òxid nítric al sistema cardiovascular |
| 1998 | Ferid Murad                                                   |                                                               | Estats Units                                                                           | Pels seus treballs sobre el paper de l'òxid nítric al sistema cardiovascular |
| 1999 | Günter Blobel                                                 | Günter Blobel                                                 | Estats Units                                                                           | Per descobrir que les proteïnes tenen senyals intrínseques que governen el seu transport i situació en la cèl·lula |
| 2000 | Arvid Carlsson                                                | Arvid Carlsson                                                | Suècia                                                                                 | Pels seus descobriments sobre la transducció de senyal al sistema nerviós |
| 2000 | Paul Greengard                                                | Paul Greengard                                                | Estats Units                                                                           | Pels seus descobriments sobre la transducció de senyal al sistema nerviós |
| 2000 | Eric Richard Kandel                                           | Eric Richard Kandel                                           | Estats Units                                                                           | Pels seus descobriments sobre la transducció de senyal al sistema nerviós |
| 2001 |                                                               | Leland H. Hartwell                                            | Estats Units                                                                           | Pels seus descobriments de reguladors clau del cicle cel·lular |
| 2001 | Tim Hunt                                                      | Tim Hunt                                                      | Regne Unit                                                                             | Pels seus descobriments de reguladors clau del cicle cel·lular |
| 2001 | Paul M. Nurse                                                 |                                                               | Regne Unit                                                                             | Pels seus descobriments de reguladors clau del cicle cel·lular |
| 2002 |                                                               | Sydney Brenner                                                | Regne Unit                                                                             | Per les seves investigacions sobre la regulació del desenvolupament dels òrgans i la mort cel·lular programada |
| 2002 |                                                               | H. Robert Horvitz                                             | Estats Units                                                                           | Per les seves investigacions sobre la regulació del desenvolupament dels òrgans i la mort cel·lular programada |
| 2002 | John E. Sulston                                               | John E. Sulston                                               | Regne Unit                                                                             | Per les seves investigacions sobre la regulació del desenvolupament dels òrgans i la mort cel·lular programada |
| 2003 |                                                               | Paul Lauterbur                                                | Estats Units                                                                           | Pels seus descobriments sobre la imatge per ressonància magnètica |
| 2003 | Peter Mansfield                                               | Peter Mansfield                                               | Regne Unit                                                                             | Pels seus descobriments sobre la imatge per ressonància magnètica |
| 2004 |                                                               | Richard Axel                                                  | Estats Units                                                                           | Pels seus descobriments dels receptors odorants i l'organització del sistema olfactiu |
| 2004 | Linda B. Buck                                                 | Linda B. Buck                                                 | Estats Units                                                                           | Pels seus descobriments dels receptors odorants i l'organització del sistema olfactiu |
| 2005 |                                                               | Barry J. Marshall                                             | Austràlia                                                                              | Pel seu descobriment del bacteri Helicobacter pylori i el seu paper en la úlcera d'estómac i la gastritis |
| 2005 | J. Robin Warren                                               | J. Robin Warren                                               | Austràlia                                                                              | Pel seu descobriment del bacteri Helicobacter pylori i el seu paper en la úlcera d'estómac i la gastritis |
| 2006 | Andrew Z. Fire                                                | Andrew Z. Fire                                                | Estats Units                                                                           | Pel seu descobriment de la ribointerferencia, el silenciament de gens mitjançant l'ARN |
| 2006 | Craig C. Mello                                                |                                                               | Estats Units                                                                           | Pel seu descobriment de la ribointerferencia, el silenciament de gens mitjançant l'ARN |
| 2007 |                                                               | Mario R. Capecchi                                             | Estats Units                                                                           | Pels seus descobriments dels principis per introduir modificacions genètiques específiques en ratolins mitjançant l'ús de cèl·lules mare |
| 2007 | Martin J. Evans                                               | Martin J. Evans                                               | Regne Unit                                                                             | Pels seus descobriments dels principis per introduir modificacions genètiques específiques en ratolins mitjançant l'ús de cèl·lules mare |
| 2007 | Oliver Smithies                                               | Oliver Smithies                                               | Estats Units                                                                           | Pels seus descobriments dels principis per introduir modificacions genètiques específiques en ratolins mitjançant l'ús de cèl·lules mare |
| 2008 | Harald zur Hausen                                             | Harald zur Hausen                                             | Alemanya                                                                               | Pel descobriment del virus del papil·loma humà causant del càncer cervical |
| 2008 | Françoise Barré-Sinoussi                                      | Françoise Barré-Sinoussi                                      | França                                                                                 | Pel descobriment del virus de la immunodeficiència humana |
| 2008 | Luc Montagnier                                                | Luc Montagnier                                                | França                                                                                 | Pel descobriment del virus de la immunodeficiència humana |
| 2009 | Elizabeth Blackburn                                           | Elizabeth Blackburn                                           | Estats Units · Austràlia                                                               | Pel descobriment de l'enzim telomerasa i com els cromosomes estan protegits per telòmers |
| 2009 | Carol W. Greider                                              | Carol W. Greider                                              | Estats Units                                                                           | Pel descobriment de l'enzim telomerasa i com els cromosomes estan protegits per telòmers |
| 2009 | Jack W. Szostak                                               | Jack W. Szostak                                               | Estats Units · Regne Unit                                                              | Pel descobriment de l'enzim telomerasa i com els cromosomes estan protegits per telòmers |
| 2010 | Robert Geoffrey Edwards                                       | Robert Edwards                                                | Regne Unit                                                                             | Pel desenvolupament de la fecundació in vitro |
| 2011 |                                                               | Bruce Beutler                                                 | Estats Units                                                                           | Per les seves aportacions en l'àmbit de la immunologia i les vacunes |
| 2011 |                                                               | Jules A. Hoffmann                                             | França                                                                                 | Per les seves aportacions en l'àmbit de la immunologia i les vacunes |
| 2011 | Ralph M. Steinman                                             | Ralph M. Steinman                                             | Canadà                                                                                 | Per les seves aportacions en l'àmbit de la immunologia i les vacunes |
| 2012 | John B. Gurdon                                                | Sir John B. Gurdon                                            | Regne Unit                                                                             | Per descobrir la forma de transformar cèl·lules madures en pluripotents |
| 2012 | Shinya Yamanaka                                               | Shinya Yamanaka                                               | Japó                                                                                   | Per descobrir la forma de transformar cèl·lules madures en pluripotents |
| 2013 |                                                               | James E. Rothman                                              | Estats Units                                                                           | Pel seu descobriment del mecanisme que regula el transport cel·lular |
| 2013 |                                                               | Randy W. Schekman                                             | Estats Units                                                                           | Pel seu descobriment del mecanisme que regula el transport cel·lular |
| 2013 |                                                               | Thomas C. Südhof                                              | Estats Units · Alemanya                                                                | Pel seu descobriment del mecanisme que regula el transport cel·lular |
| 2014 |                                                               | May-Britt Moser                                               | Noruega                                                                                | Pels seus descobriments de cèl·lules que constitueixen un sistema de posicionament en el cervell |
| 2014 |                                                               | Edvard I. Moser                                               | Noruega                                                                                | Pels seus descobriments de cèl·lules que constitueixen un sistema de posicionament en el cervell |
| 2014 | John O'Keefe                                                  | John O'Keefe                                                  | Estats Units                                                                           | Pels seus descobriments de cèl·lules que constitueixen un sistema de posicionament en el cervell |
| 2015 |                                                               |                                                               |                                                                                        | |
|      | William C. Campbell                                           | Irlanda                                                       | Pels seus descobriments d'una nova teràpia contra les infeccions causades per paràsits | |
|      | Satoshi Ōmura                                                 | Japó                                                          | Pels seus descobriments d'una nova teràpia contra les infeccions causades per paràsits | |
|      | Youyou Tu                                                     | República Popular de la Xina                                  | Pels seus descobriments d'una nova teràpia contra la malària                           | |
| 2016 |                                                               | Yoshinori Ohsumi                                              | Japó                                                                                   | Pels seus descobriments dels mecanismes de l'autofàgia |
| 2017 |                                                               | Jeffrey C. Hall                                               | Estats Units                                                                           | Pels seus descobriments dels mecanismes moleculars que controlen el ritme circadià |
| 2017 | Michael Rosbash                                               |                                                               | Estats Units                                                                           | Pels seus descobriments dels mecanismes moleculars que controlen el ritme circadià |
| 2017 | Michael W. Young                                              |                                                               | Estats Units                                                                           | Pels seus descobriments dels mecanismes moleculars que controlen el ritme circadià |
| 2018 |                                                               | James P. Allison                                              | Estats Units                                                                           | Per descobrir com s'utilitzen les nostres propietats cèl·lules per combatre el càncer |
| 2018 |                                                               | Tasuku Honjo                                                  | Japó                                                                                   | Per descobrir com s'utilitzen les nostres propietats cèl·lules per combatre el càncer |
| 2019 |                                                               | William Kaelin                                                | Estats Units                                                                           | Pels seus descobriments sobre com es coneixen les cèl·lules i s'adapten a l'oxigen general disponible |
| 2019 |                                                               | Peter Ratcliffe                                               | Regne Unit                                                                             | Pels seus descobriments sobre com es coneixen les cèl·lules i s'adapten a l'oxigen general disponible |
| 2019 |                                                               | Gregg Semenza                                                 | Estats Units                                                                           | Pels seus descobriments sobre com es coneixen les cèl·lules i s'adapten a l'oxigen general disponible |
| 2020 |                                                               | Harvey J. Alter                                               | Estats Units                                                                           | Pel descobriment i les contribucions decisives sobre l'Hepatitis C que ha permès salvar milions de vides |
| 2020 |                                                               | Michael Houghton                                              | Regne Unit                                                                             | Pel descobriment i les contribucions decisives sobre l'Hepatitis C que ha permès salvar milions de vides |
| 2020 |                                                               | Charles M. Rice                                               | Estats Units                                                                           | Pel descobriment i les contribucions decisives sobre l'Hepatitis C que ha permès salvar milions de vides |
| 2021 |                                                               | David Julius                                                  | Estats Units                                                                           | Pel descobriment dels receptors de la temperatura i el tacte |
| 2021 |                                                               | Ardem Patapoutian                                             | Estats Units · Líban                                                                   | Pel descobriment dels receptors de la temperatura i el tacte |
| 2022 |                                                               | Svante Pääbo                                                  | Suècia                                                                                 | Pels seus descobriments en l'àmbit del genoma d'homínids extingits i l'evolució humana |
| 2023 |                                                               | Katalin Karikó                                                | Hongria                                                                                | Pels seus descobriments amb relació a les modificacions de bases de nucleòsids que han fet possible el desenvolupament efectiu de vacunes d'ARNm contra la COVID-19"                                                                                             |
| 2023 |                                                               | Drew Weissman                                                 | Estats Units                                                                           | Pels seus descobriments amb relació a les modificacions de bases de nucleòsids que han fet possible el desenvolupament efectiu de vacunes d'ARNm contra la COVID-19"                                                                                             |

Computant el nombre de guardonats amb un punt per guanyador i país i mig punt si té doble nacionalitat, el país amb més guanyadors del Premi Nobel de Fisiologia o Medicina és Estats Units, seguit del Regne Unit:
| Estat                        | Número de guardonats |
| ---------------------------- | -------------------- |
| Estats Units                 | 100                  |
| Regne Unit                   | 31                   |
| Alemanya                     | 16,5                 |
| França                       | 10                   |
| Suècia                       | 9                    |
| Suïssa                       | 6,5                  |
| Austràlia                    | 6                    |
| Dinamarca                    | 5                    |
| Àustria                      | 5                    |
| Bèlgica                      | 4                    |
| Japó                         | 5                    |
| Itàlia                       | 2,5                  |
| Canadà                       | 2                    |
| Països Baixos                | 2                    |
| Rússia                       | 2                    |
| Noruega                      | 2                    |
| Hongria                      | 2                    |
| Argentina                    | 1,5                  |
| Espanya                      | 1,5                  |
| Portugal                     | 1                    |
| Sud-àfrica                   | 1                    |
| Irlanda                      | 1                    |
| República Popular de la Xina | 1                    |
| Nova Zelanda                 | 0,5                  |
| Polònia                      | 0,5                  |
| Veneçuela                    | 0,5                  |